# 辛·穆巴里特
辛·穆巴里特（约公元前1812年—约公元前1793年在位）（英語：Sin-muballit）巴比伦第一王朝第五任国王。阿皮尔·辛之子，他全力修建公共工程，并建立联盟，以防范拉尔萨，却最终被其国王瑞姆辛一世击败。